# Jeux d'Asie du Sud-Est de 2021
Navigation
Édition précédente Édition suivante
Les Jeux d'Asie du Sud-Est de 2021, trentième-et-unième édition des Jeux d'Asie du Sud-Est, ont lieu du 12 au 23 mai 2022 au Viêt Nam. Initialement prévus  du 21 novembre au 3 décembre 2021, ils sont reportés en raison de la pandémie de Covid-19.

## Participants par pays
11 pays participent à la compétition. Entre parenthèses est indiqué le nombre de participants engagés par pays.
- Brunei (24)
- Cambodge (550)
- Indonésie (499)
- Laos (363)
- Malaisie (612)
- Birmanie (352)
- Philippines (656)
- Singapour (476)
- Thaïlande (888)
- Timor oriental (69)
- Viêt Nam (965)

## Sports
40 sports sont en programme de ces Jeux : 
- Cyclisme

## Tableau des médailles
Légende
 *  Pays organisateur
| Rang | Nation         | Or  | Argent | Bronze | Total |
| ---- | -------------- | --- | ------ | ------ | ----- |
| 1    | Viêt Nam*      | 166 | 99     | 96     | 363   |
| 2    | Thaïlande      | 68  | 79     | 111    | 258   |
| 3    | Indonésie      | 52  | 71     | 63     | 186   |
| 4    | Singapour      | 47  | 44     | 64     | 155   |
| 5    | Philippines    | 43  | 60     | 83     | 186   |
| 6    | Malaisie       | 36  | 40     | 81     | 157   |
| 7    | Birmanie       | 8   | 15     | 23     | 46    |
| 8    | Cambodge       | 7   | 10     | 27     | 44    |
| 9    | Laos           | 1   | 7      | 22     | 30    |
| 10   | Brunei         | 1   | 1      | 1      | 3     |
| 11   | Timor oriental | 0   | 2      | 1      | 3     |